# 松原通 (京都市)

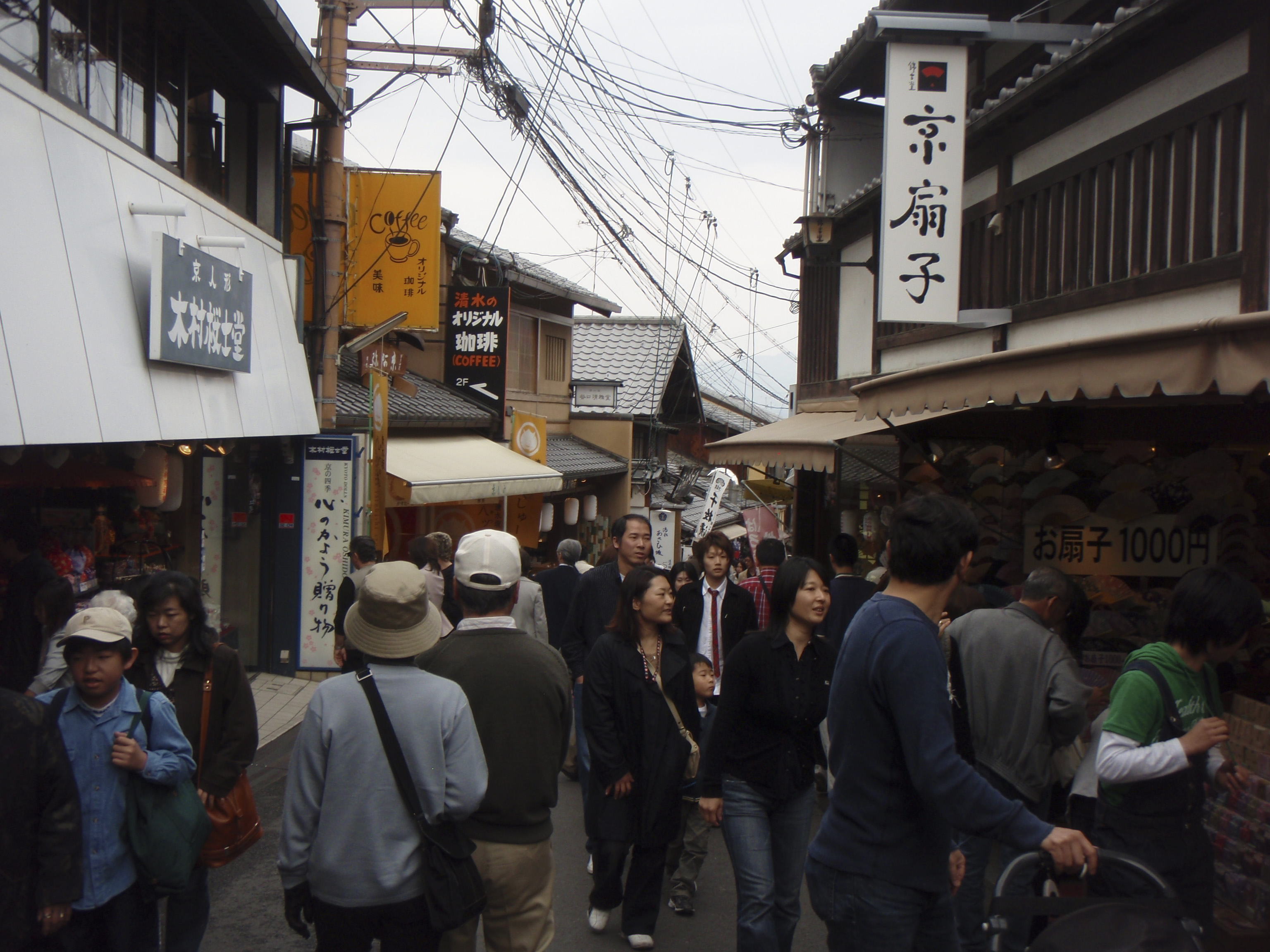
清水寺門前付近

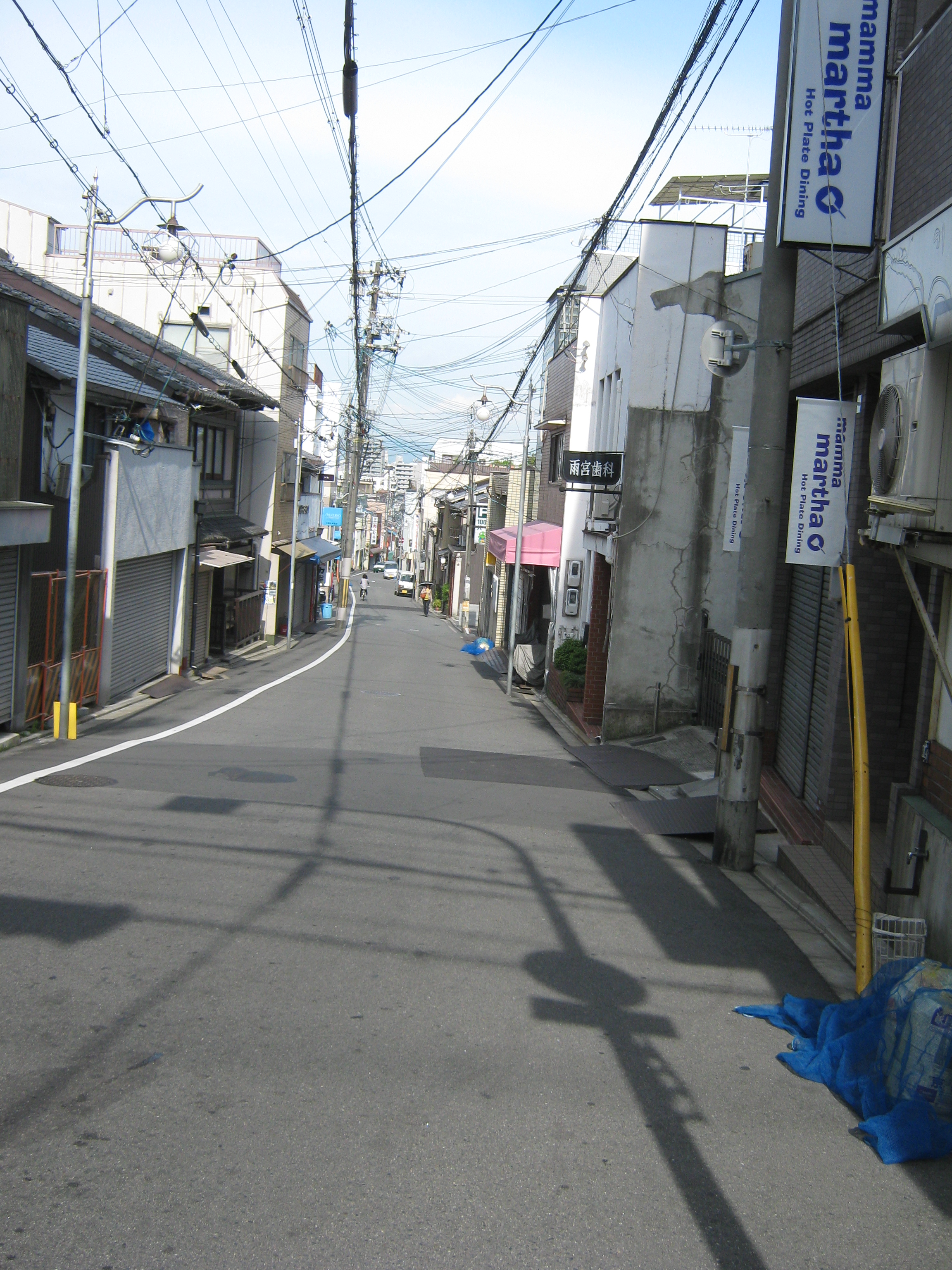
松原通、東大路通の西、東大路を挟んで西と東では全く雰囲気が違う、東山区

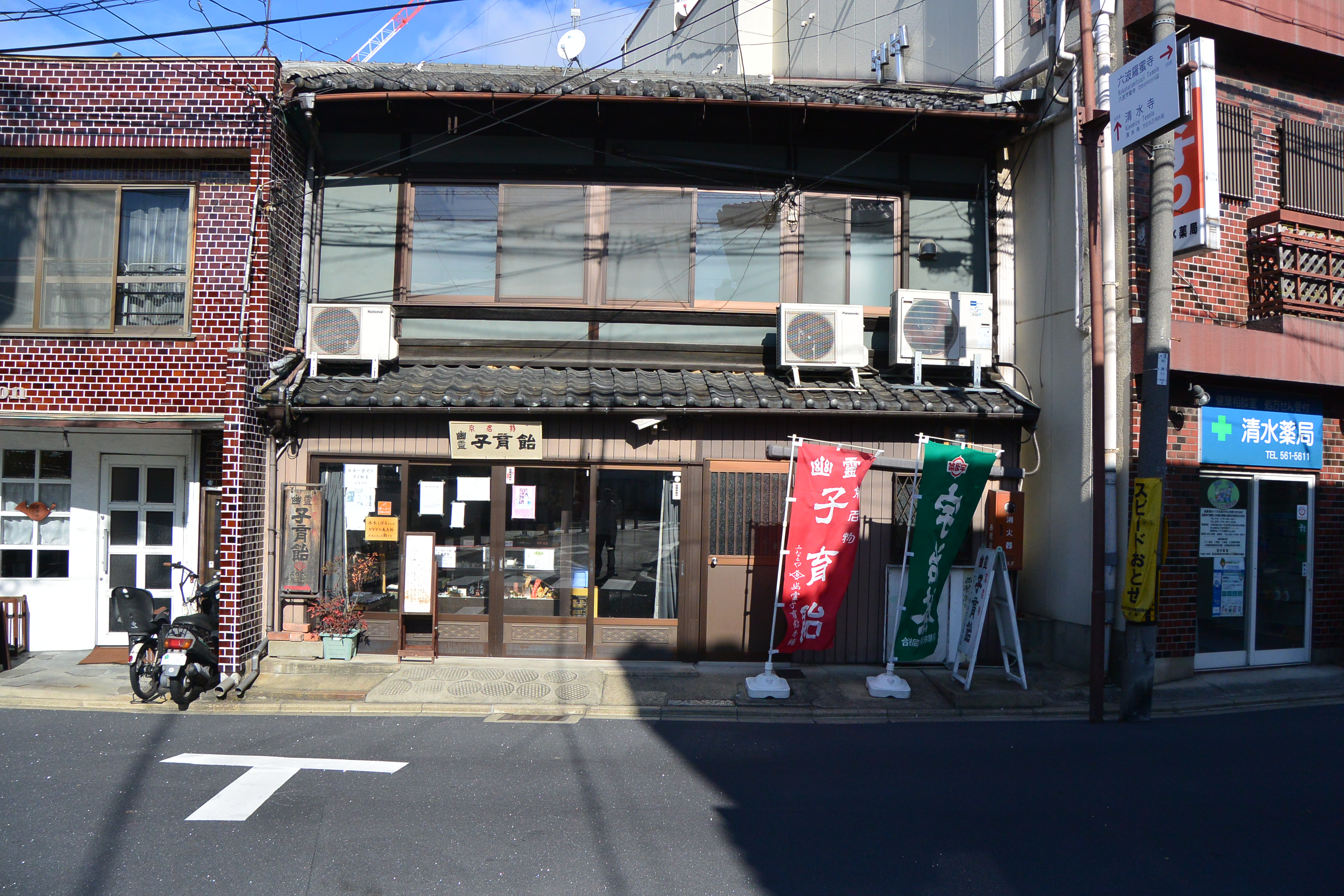
幽霊子育飴 みなとや

松原通（まつばらどおり）は京都市の東西の通りの一つ。

## 概要
東は清水寺門前から、西は佐井西通の一筋西まで。なお、さらに西の阪急京都線および西小路通と交差点には松原通踏切がある。
東の端、清水寺門前から東大路通までは清水道ともよばれる。寺町通から西は平安京の五条大路にあたる。
松並木の綺麗な通から「五条松原通」と言われるようになり、後に「松原通」の名前だけが残った。豊臣秀吉が五条の橋を現在の地に架けたことから二筋南に五条通の名前が移った。つまり、牛若丸と弁慶が出会ったと言われる「五条の橋」は、松原通に架かる橋が正当であり、現在五条大橋西詰におかれている2人の像は二筋南におかれていることになる。なお現在の松原橋は1935年の鴨川水害で倒壊流失後に架け替えられたものである。
牛若丸と弁慶の出会ったとされる橋も、鴨川であるとする説の他、鴨川には橋は架かっておらず、沿道の五條天神社の近く、西洞院通に沿って流れていた川に架かっていた橋であるとする説もある。
現在は多くの区間が一方通行の細い道で、東大路以東が西行き・東大路-木屋町間が東行き・木屋町-河原町は拡幅され両方通行、河原町-烏丸間が東行き一方通行、烏丸-大宮通間が西行きの一方通行、(佐井通-西大路通間を除く)大宮以西は拡幅され両方通行と車で松原通を通り抜けられない。
堀川通をはさんで商店街が続く。近年、通りを盛り上げるイベントが開催されている。
昔は祇園祭の山鉾巡行も行われていたりする歴史のある通りである。八坂神社と伏見稲荷大社の祭りの境界線がこの辺りである。

## 沿道の主な施設
- 清水寺
- 産寧坂
- 六道珍皇寺
- 六波羅蜜寺
- 京都府東山警察署
- 京都信用金庫本店
- 明王院不動寺
- 長香寺
- 五條天神社
- 京都府堀川警察署
- 日本たばこ産業京都会館
- イオンモール京都五条
- 菱六
- 幽霊子育飴